# Barbus viviparus
Barbus viviparus е вид лъчеперка от семейство Шаранови (Cyprinidae). Видът не е застрашен от изчезване.

## Разпространение
Разпространен е в Мозамбик, Свазиленд и Южна Африка (Квазулу-Натал, Лимпопо и Мпумаланга).

## Описание
На дължина достигат до 7 cm.